# Veine cérébrale moyenne superficielle
La veine cérébrale moyenne superficielle (ou veine superficielle moyenne du cerveau ou veine sylvienne superficielle) est une veine paire, exceptionnellement dédoublée.
Elle nait à la surface latérale de l'hémisphère cérébral, longe le sillon latéral et se termine dans le sinus sphéno-pariétal.
Exceptionnellement, elle peut se terminer dans le sinus pétreux supérieur.
Elle est connectée :
- au sinus sagittal supérieur par la veine anastomotique supérieure ;
- au sinus transverse par la veine anastomotique inférieure.